# مادة خزفية
يختلف علم المواد السيراميكية الهندسية عن فن السيراميك، حيث يشمل فن السيراميك الأسلوب التقني لقولبة وحرق الطين مثل أدوات الزينة والأدوات المنزلية. أما علم السيراميك فهو عبارة عن مواد تتضمن مجموعة واسعة من المواد التي يصعب تعريفها بشكل دقيق، ولكن التعريف الأقرب أنها مواد غير عضوية و غير معدنية حضرت بواسطة الحرارة أو التبريد.
المواد السيراميكية ممكن أن تحتوي علي تكوين بلوري أو شبه بلوري, و تحتوي هذه المجموعة علي عده خصائص منها الصلادة, مقاومة التشكيل المرن, تحمل درجات الحرارة, مقاومة التآكل, توصيل منخفض للحرارة، وتوصيل منخفض للكهرباء مما يجعلها مستخدمه في الكثير من التطبيقات مثل الصناعات الطبية، الصناعات الحربية, صناعه مركبات الفضاء, صناعة السيارات، الاتصالات, و الكثير من التطبيقات الأخرى.

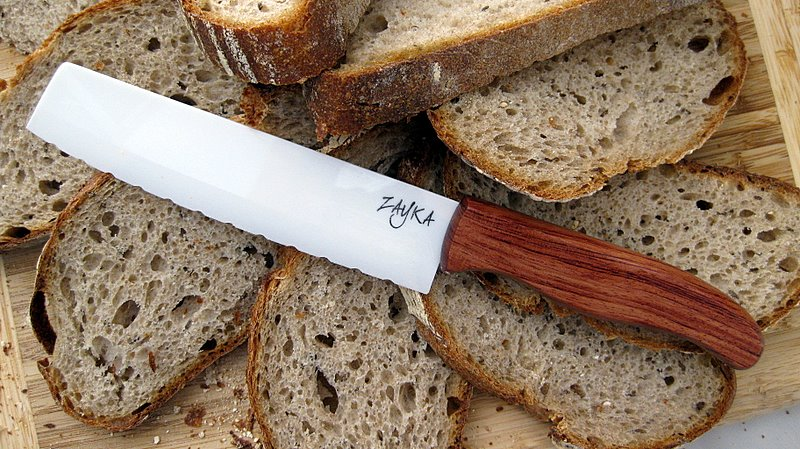
سكين من السيراميك

## تصنيف المواد السيراميكية
يمكن تصنيف المواد السيراميكية الحديثة إلي ثلاثة أنواع: سليكاتي، أوكسيدي, ولا أوكسيدي

### سليكاتي
أكثر ما يميز السيراميك السليكاتي هو الطور الزجاجي عديم الشكل مع البناء المسامي الواضح، المركب الأساسي هو ثنائي أكسيد السيليكون مع إضافة أكسيد الألومنيوم، أكسيد المغنسيوم، أكسيد البيريليوم، أكسيد الزركونيوم الرباعي ,و أكاسيد أٌخري.
- أمثلة:
- (3Al2O3.2SiO2)
- (2MgO.2Al2O3.5SiO2)

### أوكسيدي
يصنف السيراميك الأوكسيدي من السيراميك السليكاتي ولكن بسيطره الطور البلوري مع نسبه صغيرة من الطور الزجاجي. من أهم الأكاسيد:
- أكسيد الألومنيوم
- أكسيد البيريليوم
- أكسيد المغنسيوم
- ثاني أكسيد الثوريوم
- ثنائي أكسيد التيتانيوم
- Uo2
- أكسيد الزركونيوم الرباعي

يمكن تحسين خصائص هذه الأكاسيد عن طريق الإضافة. المواد السيراميكية ذات الصلابة المتشتتة تكون في الغالب سيراميكيات-Al2O3.
إضافة الأكاسيد الأخرى مثل(MgO,Y2O3,CaO,CeO) يمكن أن تعوق التحويل بشكل كامل أو بشكل جزئي وينتج عنها الآتي:
| ZrO2 مستقر بشكل جزئي مع MgO       | Mg-PSZ    |
| ZrO2 مستقر بشكل جزئي مع Y2O3      | Y-PSZ     |
| ZrO2 مستقر بشكل جزئي مع MgO و CaO | MG/Ca-PSZ |
| ZrO2 رباعي الاضلاع مع Y2O3        | Y-TZP     |
| ZrO2 مستقر بشكل كامل مع CaO2      | Ca-CZS    |
| ZrO2 مستقر بشكل كامل مع Y2O3      | Y-CZS     |

- السيراميك ذات المكون المزدوج أو السيراميك مختلط الاوكسيد هو سيراميك اوكسيدي يمكن أن يتفاعل مع مركب أوكسيدي لتكوين هذا النوع. أمثله عليه:

| MgO.Al2O3           | إسبينل             |
| 3Al2O3.2SiO2        | Mullite            |
| Al2TiO5(Al2O3.TiO2) | Aluminium Titanate |

### لا أوكسيدي
العنصر الرئيسي للسيراميك اللا اوكسيدي هو الكربون على شكل الجرافيت أو الماس:
| نيترات   | AiN,BN,Si3N4,TiN       |
| كربيدات  | B4C,SiC,TiC,WC         |
| بوريدات  | TiB2, ZrB2             |
| سيلينات  | ZnSe                   |
| سيليكات  | MoSi2                  |
| سيالونات | Si3N4 مع Al2O3         |
| سيلونات  | So3N4 مع Al2O3 مع Y2O3 |

## التركيب البلوري

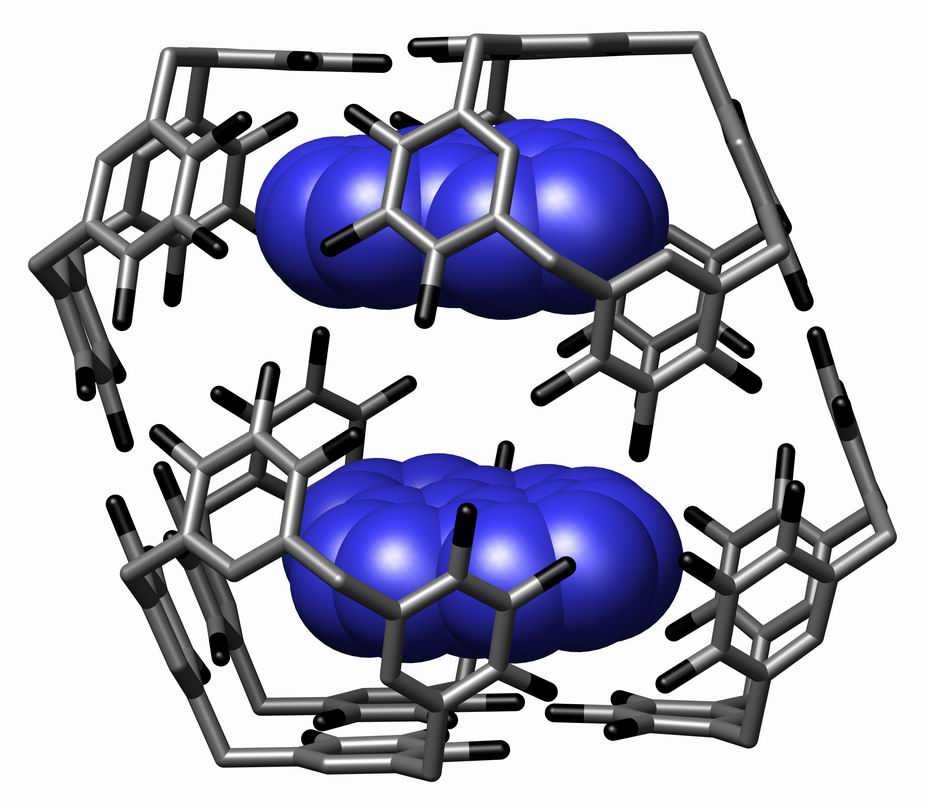
البناء البلوري لجزيئات السيراميك

يجب معرفة بعض المقارنات الهامة:

### المواد الصلبة المتبلورة والغير متبلورة
- المواد الصلبة المتبلورة:

تحوي صفوفًا من الذرات المتجمعة والمرتبة بشكل دوري مكونة تشكيلة ثلاثية الأبعاد ولذلك
فيكون تركيبها عبارة عن تكرار نموذج أو خلية وحدة تملك نوعًا من التماثل ثلاثية الأبعاد. هذه الدورية في المواد المتبلورة تدعى ترتيب طويل المدى بهذه الدورية في أبعادها الثلاثة وتحتفظ البلورة التامة وإلى ما لا نهاية لكل محور.
- المواد الصلبة الغير متبلورة (Amorphous):

تتجمع ذراتها بشكل عشوائي وبدون نظام أو نسق محدد بحيث لا يمكن اعتبار تركيبها تكرارًا لأي خلية
وحدة (مثل الكربون والزجاج) وتقع السوائل ومنصهرات المعادن البلورية ضمن المواد العشوائية الترتيب
فانه يكون عشوائي في حالة أحادي أكسيد السيليكون الذري. يمكن أن تكون للمركب الواحد حالتين التبلور وغير التبلور مثل ثنائي أكسيد السيليكون
وقد تتحول السيليكا ومتبلور في الطبيعة في حالة الكوارتز زجاج السيليكا
كما في الكرستوبلايت إلى أطوار بلورية أثناء التسخين إلى التردمايت.

### الطور السيراميكي والطور المعدني
| الطور السيراميكي | الطور المعدني                                                                                                 |
| --- | --- |
| يحتوي على خليط من مواد معدنية ولا معدنية مثل اتحاد الأوكسجين مع الألمنيوم لتكوين أكسيد الألومنيوم                                    | يتكون من عناصر معدنية فقط.                                                                                    |
| لا يحتوي على أعداد كبيرة من الالكترونات الحرة فهي إما أن تكون تساهمية بين الذرات أو أيونية                                           | تحتوي على أعداد كبيرة من الالكترونات الحرة الغير مرتبطة بالذرة.                                               |
| الأواصر"الروابط" مرتبة بشكل اتجاهي أي أن قوة الآصرة محددة الموقع فلا يحدث انزلاق بين البلورات، لذلك هي تقاوم الانضغاط                | الأواصر مرتبة بصورة منتظمة بين الذرات لذلك يمكن أن يحدث انزلاق بين البلورات. لذلك هي قليلة المقاومة للانضغاط. |
| تفتقر إلى المطيلية أي أنها هشة وتمتاز بمقاومة عالية للتشوه اللدن في حالة الشد.                                                       | تمتاز بالمطيلية ولها القابلية للتشوه اللدن.                                                                   |
| تتركز في المواد السيراميكية اجهادات موضعية وعند عدم وجود تآصر في منطقة معينة فان المادة تتهشم وتتكسر.                                | لا تظهر فيها حالة الاجهادات الموضعية والتهشم.                                                                 |
| بسبب الترابط الأيوني فان المادة السيراميكية عالية الاستقرار والتحمل فهي صلبة وذات درجة انصهار عالية ومقاومة عالية للمواد الكيمياوية. | اقل استقرارية لمعظم المعادن وذات درجة انصهار اقل. واقل مقاومة للمواد الكيمياوية.                              |
| أكثر السيراميكيات قليلة التوصيل للكهربائية حتى في درجات الحرارة العالية. لذلك تستخدم عوازل كهربائية.                                 | جيدة التوصيل للكهربائية.                                                                                      |
| معظم السيراميكيات قليلة التوصيل الحراري (عازل حراري جيد).                                                                            | معامل توصيل حراري عالي.                                                                                       |
| بعض السيراميكيات تكون شفافة خصوصًا في المقاطع الرقيقة لانعدام الالكترونات الطليقة.                                                    | معتمة. |

### مقارنة بين المواد (المعادن، السيراميك, و البوليمر)
| المعدن                                              | خزف                           | البوليمر                  |
| --------------------------------------------------- | ----------------------------- | ------------------------- |
| كثافة عالية                                         | كثافة واطئة                   | كثافة واطئة جدًا           |
| درجة حرارة الانصهار تتراوح بين المتوسطة إلى العالية | درجة حرارة الانصهار عالية جدًا | درجة حرارة الانصهار واطئة |
| معامل المرونة يتراوح بين المتوسط إلى العالي         | معامل المرونة عالي جدًا        | معامل مرونة واطىء         |
| يتفاعل (نشط)                                        | لا يتفاعل                     | نشط جدًا                   |
| مطيلي                                               | هش                            | أنواع منه مطيلي وأخرى هش  |

### المواد البلورية والغير بلورية
- تنصهر المواد غير المتبلورة ضمن مدى معين لدرجات الحرارة الذي يكون عادة بضع درجات، بينما

تنصهر المواد الصلبة المتبلورة فجأة عند درجة حرارة معينة يمكن قياسها بخطأ تجريبي لا يزيد على
. ±0.01oC
- تُكون المواد غير المتبلورة تشكيلة منتشرة ومبعثرة عند حيود الأشعة السينية منها وهذه التشكيلة عبارة عن سلسلة من الحلقات المتحدة المراكز، بينما تكون هذه التشكيلة للمواد المتبلورة عبارة عن بقع متميزة ومنفصلة بعضها عن بعض وذات تماثل معين.
- تكون جميع المواد المتبلورة متباينة الخواص الاتجاهية وبدرجات متفاوتة أي أن بعض صفاتها المميزة تعتمد على الاتجاه الذي تقاس معه تلك الصفات بالنسبة إلى محاور البلورة بينما تكون المواد الصلبة غير المتبلورة جميعًا متماثلة الخواص الاتجاهية أي لا يظهر للاتجاه تأثير على خواصها لذلك يمكن قياس الخواص الفيزياوية والميكانيكية بدقة للمواد البلورية.

### كيفية الحصول على مادة بلورية من مادة غير بلورية
عند إعطاء مادة صلبة طاقة حرارية فان ذراتها المقيدة سوف تمنح طاقة حركية للتذبذب بسعات أكبر من السعة التي كانت تتذبذب بها قبل التسخين وبزيادة هذه الطاقة تزداد السعة إلى أن تصل الطاقة الحركية الممنوحة للذرات إلى الحد الذي تتمكن به الذرّة من التحرر من طاقة الأواصر الربطة فتكون المادة هنا بحالة جديدة هي السائلة (منصهر المادة الصلبة) حيث يصبح ترتيب الذرات هنا عشوائي فتكون المادة غير بلورية، وعند البدء بتبريد هذا المنصهر سوف نبدأ بإزالة الطاقة من هذه الذرات مما يؤدي إلى تصلب
المادة تدريجيًا مؤديًا ذلك إلى انكماش المادة وتقارب ذراتها وصغر حجمها وزيادة كثافتها وعند تقارب الذرات فيما بينها تتكون بذرة نواة التصلب على شكل جزر تتفرع منها تشكيلات شجيرية للتصلب مؤدية إلى تصلب المادة بشكل بلوري. إن سبب تكون بذرة التصلب في المنصهر قبل غيرها يعود
إلى أن المنصهر ككل هو ليس بدرجة حرارة واحدة (أي اختلاف درجة حرارة المنطقة عن الأخرى بقليل)
فالمناطق الأقل درجة حرارة ُتكون حالة البذرة وسوف تبرد المناطق المجاورة لها ومن ثم إلى جميع أجزاء
المنصهر. إن معدل التبريد للمنصهر تأثير على إعادة انتظام الذرات ورصها فكلما كان معدل التبريد بطي (يعتمد على نوع المادة) كلما كانت الفترة الممنوحة للذرات لكي تفقد طاقتها كبيرة ولذلك سوف تفقد الطاقة بالتدريج لتتراص الذرات وتتخذ كثافات أكبر وحجوم اقل وبالتالي الانتظام البلوري.

### الإنماء البلوري
للحصول على بلورة أحادية لمادة من بلورة متعددة التبلور أو غير متبلورة أصلا لنفس المادة نقوم بما يلي:
- تحويل المادة الصلبة المتعددة البلورات أو غير البلورية إلى حالة سائلة (منصهر) أي يتم تحويلها إلى حالة غير متبلورة بحيث يمكن من هذه المرحلة التحكم في تكوين المادة في حالتها الجديدة الأحادية البلورة.
- إدخال وحدة تركيبية تمثل النواة يبنى على أساسها الرص الجديد من البناء البلوري بشكل منتظم وعلى نسق واحد يمثل البلورة الأحادية.
- السيطرة على معدل التبريد للمنصهر والتبريد يكون بصورة بطيئة جدًا لتحديد مواصفات البلورة وأبعادها ودرجة العيوب فيها.

هناك عدة طرق يتم من خلالها الحصول على بلورات أحادية وهذه الطرق تدعى طرق (الإنماء البلوري)
وقد تتم عملية الإنماء البلوري في جو الغرفة أو في أجواء خاصة يتم التحكم بها. أشهر هذه التقنيات هي:
- تقنية تشوخرالسكي
- تقنية برجمان (Bridgman Technique)
- تقنية المنطقة العائمة (The Float Zone Process)
- طريقة ترسيب البخار (Vapor Deposition Method)[5]

## تصنيع الأجسام السيراميكية
يمكن تصنيع المواد السيراميكية عبر طرق متنوعة ويتم تصنيف تقنيات تصنيع المواد السيراميكية إلى:

### التفاعلات في الطور الغازي
وتنقسم بدورها إلى:
- ترسيب الأبخرة بطريقة كيميائية
- أكسدة المعادن الموجّهة
- التفاعلات الرابطة أو تفاعلات التشكيل

### الطرق التي تعتمد مواد في الحالة السائلة تشكل منها مواد أخرى
- عمليات الصل-جل
- الانحلال الحراري للمواد البوليميرية

### التصنيع بالاعتماد على المساحيق
تصنع المنتجات السيراميكية بطريقة
تكنولوجيا المساحيق (P/T)(Powder Technology)
لذلك تصنيع المواد السيراميكية يبدأ من مساحيقها
وليس من منصهراتها لان الحصول على منصهر من مادة سيراميكية صعب جدًا وذلك لارتفاع درجة حرارةانصهار المواد السيراميكية(أكثر من2000 درجة مئوية في أكثر الأحيان)
ولصعوبة احتواء المنصهر السيراميكي في قالب درجة حرارة انصهاره محدودة.
- مميزات منتجات تكنولوجيا المساحيق :
- تأخذ المنتجات فيها الشكل النهائي مباشرة بعد

التحضير وقليل جدًا تجرى عمليات لاحقة
(Finishing).
- اقتصادية من ناحية عدم الحاجة إلى تشغيل.
- الفقدان في المادة قليل.
- يمكن الحصول على أشكال معقدة.
- تستخدم طاقة اقل لأنه نحتاج 0.75 من درجة

حرارة الانصهار تقريبًا لدمج حدود الحبيبات.
- القوالب تكون مكلفة جدًا للحصول على تصميم

للأشكال المعقدة.
- التركيب ألمجهري يكون حسن وناعم جدًا.
- قد تتواجد مسامات مجهرية تمثل خواص المادة

وليست عيب.
- تصنع بواسطتها سبائك خاصة خصوصًا

(Ceramic-Metal).
- لا تجري عمليات لتغيير الحجم الحبيبي وإنما

تحدد مسبقًا أثناء التشكيل.
- لا تظهر عيوب الانفصال وتبقى المادة متجانسة

في توزيع الحبيبات.

## التطبيقات
تستخدم السيراميك في مجموعة واسعة من التطبيقات:
- قوة الانضغاط يجعل السيراميك من المواد الإنشائية (على سبيل المثال الطوب في المنازل، وكتل حجرية في الأهرامات(
- عوازل الجهد العالي وشمعات الإشعال من السيراميك بسبب خصائص التوصيل الكهربائي

العزل الحراري الجيد للسيراميك ولذلك يستخدم في الأفران والبلاط والخارج على المسبار المكوك بعض سيراميك شفافة إلى الرادار والموجات الكهرومغناطيسية الأخرى، ويتم استخدامها في ناقلي
صلابة، مقاومة التآكل لدرجات الحرارة العالية والظروف الكاوية للغاية تسمح باستخدام السيراميك في تطبيقات خاصة حيث يمكن استخدام أي مواد أخرى
- المواد الكيميائية همود يجعل من السيراميك مثالي في التطبيقات الطبية الحيوية مثل الأطراف الاصطناعية وتقويم العظام وزراعة الأسنان
- الزجاج والسيراميك يستخدم في المعدات البصرية وعزل الألياف، وذلك بسبب قدراتها على ارتفاع في درجة الحرارة
- المعادن والبلاستيك والسيراميك والمواد الهندسية الكبيرة. بين السيراميك الثلاثة هم الاصطناعية إلى حد كبير. السيراميك يتألف من المواد الروتينية مثل الاسمنت والزجاج والخزف والطوب، ومواد غريبة مثل المركبات . ونظرا لقوته الممتازة لمقاومة الحرارة والمواد الكيميائية يجد السيراميك نطاق واسع في الصناعات الفضائية والالكترونيات.

يصنع من السيراميك والمعادن الشائعة مثل الفلسبار والتلك. والصلصال، والسيليكا منتجات خزفية مقاومة لدرجات الحرارة العالية، وهذه المعادن تعرف باسم سيليكات وهم يشكلون الغالبية من القشرة الأرضية. في مختبر الكيمياء صياغة السيراميك المتقدمة مثل الألومينا وكربيد السيليكون، وتيتانات الباريوم من مزيج ما عدا السيليكات.
- الغازات، والمياه، وأملاح وأحماض تقوم على عنصر مواردها المعدنية، خصائص كل من منتجات السيراميك ليست متطابقة أنها تختلف عن بعضها البعض. السيراميك موصل عادة سيئ للكهرباءولكن في بعض الحالات عندما تبرد، تتحول إلى موصل فائق. عدد قليل من السيراميك من النوع المغناطيسي لديها سلطة على هذه الخصائص من قبل بالتآمر على نسبة وطبيعة المواد المستخدمة.
- السيراميك ممتلكات يجعلها مناسبة بشكل خاص المنتجات. منتجات مصنوعة من مواد خزفية تتكون من مواد البناء والمواد طحن، المعدات الكهربائية، وأواني الطعام، ومنتجات الزجاج، والمواد المقاومة للحرارة.
- مواد السيراميك التي تحتوي على الألومينا وكربيد السيليكون هي جامدة جدا وتستخدم لأسطح الرمال المختلفة، وقطع المعادن.
- السيراميك التي تتكون من السيليكا وأكسيد الزركونيوم وكربيد السيليكون والألومنيوم وأكسيد المغنيسيوم تستخدم في استخدامات مختلفة ومنها صناعة الحراريات.
- ويقوم المهندسين البحوث باستمرار تطوير استخدامات السيراميك

وتنقسم منتجات الخزف إلى 4 قطاعات:
- الهيكلية: ، بما في ذلك الطوب والبلاط سقف وأرضية الأنابيب
- حرارية: مثل بطانات فرن وبوتقات الصلب، وصناعة الزجاج
- التركيبات البيضاء، بما في ذلك أدوات المائدة ومنتجات الفخار، وبلاط الجدران والأدوات الصحية
- التقنية الهندسة المتقدمة: في برنامج مكوك الفضاء، وحماية البالستية والنووية وكريات أكسيد قود اليورانيوم، فوهات الموقد الغازي، وزرع الطبية الحيوية، وأقماع مقدمة الصواريخ، وريش التوربينات النفاثة
- المنتجات الصناعية للسيراميك

تقدم ما يلي المنتجات الصناعية للسيراميك والمنتجات القائمة على هذه الصناعة:
- السيراميك المهندسة
- السيراميك الممعدنه
- بطانة ملابس الامان
- حماية البالستية
- وسائل الإعلام

و أيضا من المنتجات الصناعية للسيراميك:
- بلاط السيراميك
- الإسمنت
- توليد الكهرباء
- صناعة الصلب
- التعامل مع السوائل
- معدات توزيع الطاقة
- الفحم Washery
- درع منتجات السيراميك والبلاط وتشمل التقنية المستخدمة في برنامج مكوك الفضاء، فوهات الموقد الغازي، والحماية البالستية والنووية كريات أكسيد قود اليورانيوم، يزرع الطبية الحيوية، شفرات التوربين النفاث محرك، والمخاريط الأنف الصواريخ.

غالبا ما تكون مصنوعة منتجاتها من المواد الأخرى من الطين، والذي تم اختياره لخصائصها الفيزيائية خاص. ويمكن تصنيف هؤلاء على النحو التالي:
- أكاسيد: السليكا، والألومينا، زركونيا
- عدم أكاسيد: الكربيدات، بوريدات، نيتريدات، سيليسيدات
- المركبات: الجسيمات أو مصفوفات الطولي المسلحة، وتوليفات من أكاسيد وغير أكاسيد (مثل البوليمرات).

ويمكن استخدام السيراميك في العديد من الصناعات التكنولوجية. طلب واحد هي بلاط السيراميك في المكوك الفضائي التابع لناسا، وتستخدم لحمايته ومستقبل الطائرات الأسرع من الصوت الفضاء من الحرارة الحارقة العائدة إلى الغلاف الجوي للأرض. كما أنها تستخدم على نطاق واسع في مجال الالكترونيات والبصريات. بالإضافة إلى التطبيقات المذكورة هنا، وتستخدم أيضا بوصفها طلاء الخزف في حالات الهندسية المختلفة. على سبيل المثال سيكون طلاء السيراميك تحمل أكثر من إطار التيتانيوم المستخدمة للطائرة. في الآونة الأخيرة قد حان هذا المجال لتشمل دراسات من بلورات واحدة أو الألياف الزجاجية، بالإضافة إلى مواد الكريستالات التقليدية، وتطبيقات هذه قد تداخل وسريع التغير.

### علم الفضاء
- محركات؛ التدريع ساخنة تشغيل محرك الطائرة من إتلاف المكونات الأخرى.
- هياكل الطائرات، وتستخدم كما لها تأثير، وارتفاع الضغط ودرجة الحرارة عالية وخفيفة الوزن والمكونات الهيكلية.
- الصواريخ الأنف المخاريط؛ التدريع الداخلية للصواريخ من الحرارة.
- البلاط مكوك الفضاء
- الحطام الفضائي الدروع البالستية - السيراميك الدروع المنسوجة من الألياف توفر حماية أفضل لالفائق السرعة (~ 7 كم / ث) جزيئات من الدروع من الألومنيوم وزنا متساويا
- فوهات الصواريخ، يقاوم، ويركز على العادم من صاروخ معزز.

### الطبية الحيوية
- عظم الاصطناعي، تطبيقات طب الأسنان، أسنان.
- الجبائر القابلة للتحلل وعظام تعزيز يتعافى من مرض هشاشة العظام
- زرع المواد

### إلكترونيات
- مكثفات
- حزم الدوائر المتكاملة
- المحولات
- عوازل

### بصري
- الألياف الضوئية، الموجهة الخفيفه انتقال
- مفاتيح
- مكبرات الصوت
- العدسات
- الأشعة تحت الحمراء للحرارة تسعى أجهزة

### السيارات
- درع الحرارة
- إدارة حرارة العادم[7]

## العيوب
وتحمل العيوب نقطة في البلورات الأيونية. وCoulombic
قوات كبيرة جدا، وأية تهمة عدم التوازن لديه قوي
الميل إلى موازنة نفسه. للحفاظ على حياد تهمة
يمكن أن تنشأ عيوب نقطة عدة:
فرنكل العيب هو زوج من الكاتيون (ايون موجب) شغور
والخلالي الموجبة. (قد يكون أيضا أنيون (سلبي
ايون) الشواغر والخلالي أنيون. ومع ذلك هي الأنيونات
أكبر من الكاتيونات وأنه ليس من السهل لالخلالي أنيون
لتكوين)
شوتكي العيب هو زوج من الوظائف الشاغرة وأنيون الكاتيون
فرانكل وشوتكي العيوب لا تتغير نسبة من
الكاتيونات إلى الأنيونات → المجمع هو القياس المتكافئ
- عدم رياضيات الكيمياء ينحرف التكوين (من واحد

قد تنبأ به الصيغة الكيميائية) تحدث عند واحد ايون
يمكن نوع موجود في الولايات التكافؤ اثنين، على سبيل المثال FE2 + FE3
- على سبيل المثال، في FeO، كالعادة الحديد التكافؤ الدولة هو2 +. إذا

2 أيونات الحديد في الدولة + 3، ثم شاغر الحديد هو
مطلوب للحفاظ على حياد تهمة → أقل أيونات الحديد
يمكن للذرات ا لموجودة إما بديل أو
الصلبة حلول الخلالي
- بديلا أيونات بديل لأيونات من نوع مثل
- أيونات فراغي هي صغيرة بالمقارنة مع هيكل المضيفة -

interstitials أنيون المستبعد
- درجات الذوبان أعلى إذا كان نصف القطر الأيوني ورسوم مطابقة بشكل وثيق
- تأسيس ايون مع دولة تهمة مختلفة تتطلب

التعويض عن عيوب نقطة

## تقنية النانو
تقنية النانو هو التقنيات المتناهية في الصغر ونسبة التسمية ( نانو) حرفياً هي تقنيات تصنع على مقياس النانو متر .
فالنانو هو أدق وحدة قياس مترية معروفة حتى الآن ( نانو متر) وهو جزء من الألف من الميكرومتر أي جزء من المليون من الميليمتر.
عادة تتعامل تقنية النانو مع قياسات بين 0.1 إلى 100 نانومتر أي تتعامل مع تجمعات ذرية تتراوح بين خمس ذرات إلى ألف ذرة. وهي أبعاد أقل كثيرا من أبعاد البكتيريا والخلية الحية.
، و حجم النانو أصغر بحوالي40.000 مرة من سمك الشعرة البشرية
و تعتمد تقنية النانو على تحويل المواد إلى الحجم الذري، فتحويل المواد الي الحجم الذري سيكون الطريق الجديد لبناء الآلات الدقيقة مثل الروبوتات .
و يعتبر تقنية النانو هو الجيل الخامس في عالم الالكترونيات، وقد أحدثت تقنية النانو ثورة في العديد من المجالات العلمية والصناعية والطبية والعسكرية .
إن تقنية النانو قد أحدثت ثورة هائلة في مجال الصناعة. إن إمكانية الحصول على مساحيق للمواد مع جزيئات لا يتجاوز قطرها مرتبة الميكرون قد مكن العالم الصناعي من تطوير مواد أو بنى جديدة تجمع بين الخصائص المرغوبة والإنجاز المطلوب منها .
إن الطريقة التقليدية في تصنيع المواد الكيماوية المختلفة تتم بخلط مكونات التفاعل معا بدون الأخذ في الاعتبار اتجاه الذرات الداخلة في التفاعل وبالتالي فإن المادة الكيماوية الناتجة تكون خليطا من عدة مواد، أما باستخدام تقنية النانو فمن الممكن توجيه وضع الذرات الداخلة في التفاعل بتوجيه محدد وبالتالي فان المواد الناتجة سوف تكون أكثر دقة وأكثر نقاوة من التصنيع بالطرق التقليدية وكذلك قإن تقنية النانو تعمل على تقليل تكلفة الإنتاج وخفض الطاقة المستهلكة.
وهناك أجهزة على مستوى النانو تقوم بتوجيه الذرات ووضعها في مكانها الصحيح أثناء عملية التفاعل.
و أيضاً هناك مركبات تم هندستها بتقنية النانو لتتوافق مع مستوى الجزيئات والذرات، لذا فإن هذه التقنية ستخدامت في كل من التشخيص والعلاج للأمراض من شتى المجالات ومنها أمراض القلب والمخ والأعصاب والحروق والإصابات ومشاكل الإنجاب، وأيضاً استخدمت بطريقة فعّآلة في مستحضرات التجميل. فمن الناحية العلاجية يمكن بواسطة هذه التقنية استئصال والقضاء على المرض وذلك بالبحث عن وتدمير الخلايا المسببة للأمراض وكذلك علاج أو إصلاح الخلايا التالفة وأيضا استخدام مضخات أو وسائل على مستوى التكنولوجيا الجزيئية كناقلة للأدوية
وهناك ثلاثة مراحل للوصول إلى مواد وأجهزة وآلات مصنعة بالتكنولوجيا النانوية هي:
- (1)	التأثير والتحكم بكل ذرة من الذرات المكون للمادة، وهذا يعني تطوير طريقة للامساك بالذرة وتحريكها إلى المكان المطلوب.
- (2)	المرحلة الثانية وهي تطوير آلات نانوية تسمى المجمع assembler ، تبرمج مسبقاً لتتحكم في الذرات .
- (3)	لتطوير المجمعات يجب توفر أجهزة نانوية تسمى المستنسخات replicators تكون مبرمجة لتبني هذه المجمعات.

نستنتج مما سبق أن التكنولجيا النانوية تحتاج إلى بلايين من المستنسخات لبناء البلايين من المجمعات وهذه لن يزيد حجمها عن مكعب بحجم 1 ميليمتر مكعب والتي بدورها تتحكم في الذرات.
وقد أوردت مجلة الايكونوميست مؤخرا أن الكلام بدأ عن ماده جديدة مصنوعة من نانو جزيئات تدعى قسم " Quasam " تضاف إلى البلاستيك وخزف والمعادن فتصبح قويه كالفولاذ خفيفة كالعظام وستكون لها استعمالات كثيرة خصوصا في هيكل الطائرات والأجنحة، فهي مضادة للجليد ومقاومه للحرارة حتى 900درجه مئوية.